# Jean-Philippe Krasso
Jean-Philippe Nils Stephan Krasso (ur. 17 lipca 1997 w Stuttgarcie) – iworyjski piłkarz grający na pozycji napastnika w klubie Crvena zvezda oraz reprezentacji Wybrzeża Kości Słoniowej.

## Kariera
Krasso jest wychowankiem Lorient. W pierwszej drużynie jednak nie zagrał. W 2017 przeniósł się do Niemiec, gdzie grał w Schiltigheim. Po roku powrócił do Francji i występował w drugoligowym SAS Épinal. W 2020 dołączył do Saint-Étienne. Z klubu był dwukrotnie wypożyczany. W sezonie 2019/20 zajął z drużyną drugie miejsce w Pucharze Francji. Od 2023 występuje w Crvenej zvezdzie.
W reprezentacji Wybrzeża Kości Słoniowej zadebiutował 25 września 2022 przeciwko Togo. Pierwszą bramkę zdobył 16 listopada 2022 w meczu z Burundi. Został powołany na Puchar Narodów Afryki 2023.